# Gabriel Calderón
Pour les articles homonymes, voir Calderon.
Gabriel Humberto Calderón, né le 7 février 1960 à Rawson, est un footballeur international argentin, devenu entraîneur. Il est également consultant pour la FIFA.

## Carrière
Décrit comme un milieu de terrain élégant, technique et rapide, Calderón évolue au cours de sa carrière pour plusieurs clubs prestigieux, dont le Racing et Independiente en Argentine (il remporte le championnat argentin avec Independiente en 1983), le Betis Séville en Espagne et le Paris Saint-Germain en France. Adoré et brillant à Séville, son transfert au PSG, estimé à 3,6 millions de francs, provoque la colère des supporters espagnols qui s'en prennent au président du club. A Paris, il dispute 113 matchs et marque 23 buts. Il est proche de remporter le championnat en 1989 mais les Parisiens sont finalement devancés par l'Olympique de Marseille.
Vainqueur de la Coupe du monde des moins de 20 ans 1979 aux côtés de Diego Maradona, il compte 23 sélections officielles en équipe nationale, et 38 au total. Il participe notamment aux Coupes du monde 1982 et 1990. Titulaire lors de cette dernière compétition, il en dispute cinq matchs, dont la finale perdue face à l'Allemagne.
En 1990, le PSG ne prolonge pas son contrat. Il entame des discussions avec l'OGC Nice avant la Coupe du monde. L'Argentine interdit à ses joueurs de négocier des contrats pendant la Coupe du Monde. Les négociations avec le club niçois n'aboutissent pas et il se trouve sans club. Il rejoint finalement le FC Sion où il reste deux ans. Il y remporte la coupe de Suisse en 1991 et le championnat en 1992. Les deux saisons, il est élu 2e meilleur joueur du championnat. En 1992 il signe au SM Caen, qui s'est qualifié pour la Coupe UEFA et recherche des joueurs d'expérience. L'année suivante, il repart en Suisse où il termine sa carrière.
En 1997 il entame une reconversion comme entraîneur au SM Caen, un de ses derniers clubs, mais est remplacé après seulement quelques semaines. Après une nouvelle expérience à Lausanne en 2002-2003, il devient sélectionneur de l'Arabie saoudite en 2004, qu'il qualifie pour la coupe du monde 2006 avant de se faire licencier. Il devient par la suite sélectionneur d'Oman puis entraîneur d'Al Ittihad Djeddah, avec lequel il remporte le Championnat d'Arabie saoudite en 2009 avant d'être licencié au début de 2010.
En parallèle, il fait partie du groupe d'études techniques de la FIFA depuis 2003.
En janvier 2014, il devient entraîneur du Real Betis qui pointe à la dernière place du championnat d'Espagne. Les résultats du Betis s'améliorent sensiblement.

## Statistiques

### Joueur
| Saison                | Club                   | Championnat           | Championnat | Championnat | Coupe(s) nationale(s) | Coupe(s) nationale(s) | Compétition(s) continentale(s) | Compétition(s) continentale(s) | Compétition(s) continentale(s) | Total | Total |
| Saison                | Club                   | Division              | M.          | B.          | M.                    | B.                    | Comp.                          | M.                             | B.                             | M.    | B.    |
| 1976                  | Club El Porvenir       | D2                    | 25          | 3           | -                     | -                     | -                              | -                              | -                              | 25    | 3     |
| 1977                  | Racing Club Avellaneda | D1                    | 28          | 3           | -                     | -                     | -                              | -                              | -                              | 28    | 3     |
| 1978                  | CA Lanús               | D2                    | 24          | 0           | -                     | -                     | -                              | -                              | -                              | 24    | 0     |
| 1979                  | Racing Club Avellaneda | D1                    | 40          | 5           | -                     | -                     | -                              | -                              | -                              | 40    | 5     |
| 1980                  | Racing Club Avellaneda | D1                    | 45          | 8           | -                     | -                     | -                              | -                              | -                              | 45    | 8     |
| 1981-1983             | CA Independiente       | D1                    | 74          | 15          | -                     | -                     | -                              | -                              | -                              | 74    | 15    |
| 1983-1984             | Real Betis             | D1                    | 33          | 7           | 5                     | 1                     | -                              | -                              | -                              | 38    | 8     |
| 1984-1985             | Real Betis             | D1                    | 29          | 5           | 11                    | 2                     | C3                             | 0                              | 0                              | 40    | 7     |
| 1985-1986             | Real Betis             | D1                    | 32          | 8           | 8                     | 2                     | -                              | -                              | -                              | 40    | 10    |
| 1986-1987             | Real Betis             | D1                    | 37          | 18          | 5                     | 2                     | -                              | -                              | -                              | 42    | 20    |
| 1987-1988             | Paris SG               | D1                    | 32          | 4           | 2                     | 0                     | -                              | -                              | -                              | 34    | 4     |
| 1988-1989             | Paris SG               | D1                    | 38          | 7           | 4                     | 2                     | -                              | -                              | -                              | 42    | 9     |
| 1989-1990             | Paris SG               | D1                    | 32          | 9           | 1                     | 0                     | C3                             | 4                              | 1                              | 37    | 10    |
| 1990-1991             | FC Sion                | D1                    | 22          | 8           | -                     | -                     | -                              | -                              | -                              | 22    | 8     |
| 1991-1992             | FC Sion                | D1                    | 25          | 9           | -                     | -                     | C2                             | 2                              | 0                              | 27    | 9     |
| 1992-1993             | SM Caen                | D1                    | 36          | 2           | 3                     | 1                     | C3                             | 2                              | 0                              | 41    | 3     |
| 1993-1994             | Lausanne-Sport         | D1                    | 31          | 5           | -                     | -                     | -                              | -                              | -                              | 31    | 5     |
| Total sur la carrière | Total sur la carrière  | Total sur la carrière | 583         | 116         | 39                    | 10                    | -                              | 8                              | 1                              | 630   | 127   |

### Entraîneur
- juillet-novembre 1997 : SM Caen  ( France)
- nov. 1997-2002 : Centre de formation du SM Caen ( France)
- 2002-2003 : FC Lausanne-Sport ( Suisse)
- novembre 2004-décembre 2005 :  Arabie saoudite
- avril 2007-janvier 2008 :  Oman
- 2008-nov. 2009 : Al Ittihad Djeddah ( Arabie saoudite)
- nov. 2010-2011 : Al Hilal Riyad ( Arabie saoudite)
- nov. 2011-2012 : Banis Yas ( Émirats arabes unis)
- 2012-2013 :  Bahreïn
- janvier 2014-2014 : Real Betis ( Espagne)
- oct. 2014-2016 : Al Wasl Dubaï ( Émirats arabes unis)

## Palmarès

### En sélection
- Finaliste de la Coupe du monde en 1990 ( Argentine)
- Vainqueur de la Coupe du monde des moins de 20 ans en 1979 ( Argentine)

### En club
- Champion d'Argentine (Metropolitano) en 1983 avec le CA Independiente
- Champion de Suisse en 1992 avec le FC Sion
- Vainqueur de la Coupe de Suisse en 1991 avec le FC Sion
- Vice-champion de France en 1989 avec le Paris Saint-Germain